# Lapad
Lapad är en halvö och stadsdel i Dubrovnik i Kroatien. Stadsdelen är belägen drygt tre kilometer nordväst om Gamla stan och är uppkallad efter halvön den ligger på.
Den forna republiken Dubrovniks adel lät tidigt uppföra sommarbostäder på Lapadhalvön men det var först under 1900-talets andra hälft som området urbaniserades och utvecklades till stadsdelen Lapad. Utöver Dubrovniks primära fotbollsanläggning (Lapadstadion) finns det idag en större koncentration av hotell, turistinriktade faciliteter och badstränder i stadsdelen. Sett till antalet turistfaciliteter är Lapad Dubrovniks mest utvecklade stadsdel.  